# Contea di Damyang
La contea di Damyang (Damyang-gun; 담양군; 潭陽郡) è una delle suddivisioni della provincia sudcoreana del Sud Jeolla.